# Långelanda socken
Långelanda socken i Bohuslän ingick i Orusts östra härad, ingår sedan 1971 i Orusts kommun och motsvarar från 2016 Långelanda distrikt.
Socknens areal är 43,87 kvadratkilometer varav 42,43 land. År 2000 fanns här 2 791 invånare. Tätorten Svanesund, småorterna Bö och Hjälperöd samt sockenkyrkan Långelanda kyrka ligger i socknen.   

## Administrativ historik
Långelanda socken har medeltida ursprung.
Vid kommunreformen 1862 övergick socknens ansvar för de kyrkliga frågorna till Långelanda församling och för de borgerliga frågorna bildades Långelanda landskommun. Landskommunen inkorporerades 1952 i Myckleby landskommun som uppgick 1962 i Östra Orusts landskommun som 1971 uppgick i Orusts kommun.
1 januari 2016 inrättades distriktet Långelanda, med samma omfattning som församlingen hade 1999/2000.  
Socknen har tillhört län, fögderier, tingslag och domsagor enligt vad som beskrivs i artikeln Orusts östra härad. De indelta båtsmännen tillhörde 1:a Bohusläns båtsmanskompani..

## Geografi och natur

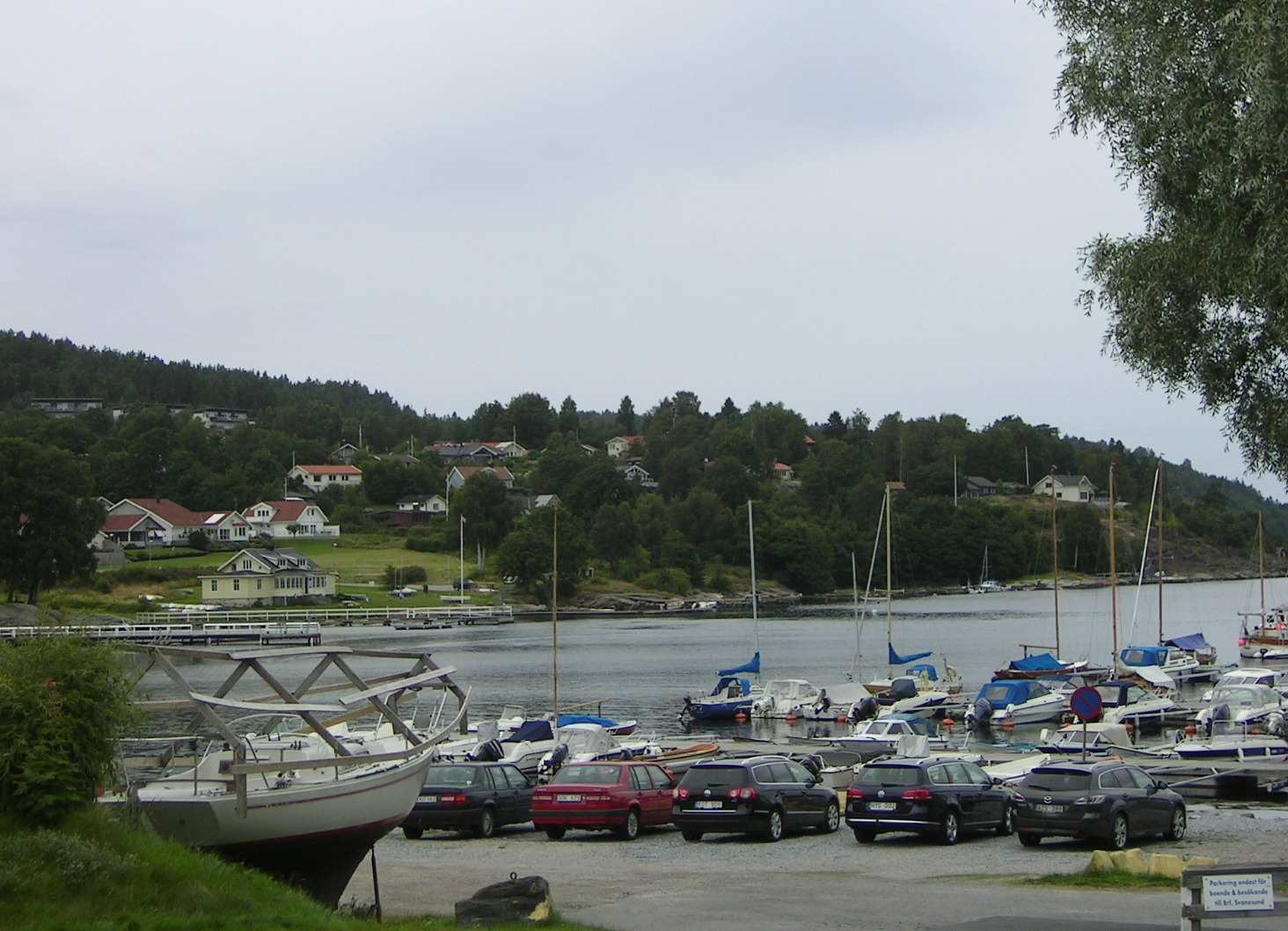
Svanesund

Långelanda socken ligger på sydöstra Orust med Hallsefjorden och Svanesund i öster. Socknen består av dalgångsbygder mellan bergshöjder och har branta stränder.
I socknen finns naturreservatet Kollungeröd vatten som ingår i EU-nätverket Natura 2000 och delas med Myckleby socken.
Gästgiverier fanns vid Svanesund, som var tingsställe i Orusts västra, Orusts östra och Tjörns härader från 1686 till 1911, och i Vreland.

## Fornlämningar
Cirka 40 boplatser, fyra dösar och två hällkistor från stenåldern har påträffats. Från bronsåldern finns cirka 50 gravrösen och ett par hällristningar. Från järnåldern finns fem gravfält.

## Befolkningsutveckling
Befolkningen ökade från 986 1810 till 2 084 1870 varefter den minskade till 1 047 1960 då den var som minst under 1900-talet. Därefter vände folkmängden uppåt igen till 2 562 1990.

## Namnet
Namnet skrevs 1331 Langalanda och kommer från kyrkbyn. Namnet innehåller lång och land och syftar på en lång och smal bäckdal.